# 弗萊什蒂
弗萊什蒂是摩爾多瓦的城市，也是弗萊什蒂區的首府，位於該國西部，距離首都基希涅夫130公里，海拔高度114米，該鎮人口不斷下降，2010年人口12,071。

## 外部連結
- Kickboxing Făleşti